# Campeonato de Fórmula Regional Japonesa
O Campeonato de Fórmula Regional Japonesa é um campeonato japonês de corridas de monopostos realizado sob os regulamentos de carros da Fórmula Regional, que é certificada pela Federação Internacional de Automobilismo (FIA). Anunciado pela Federação de Automobilismo do Japão em 26 de dezembro de 2019, foi confirmado que a K2 Planet, promotora da Super Taikyu Series, organizaria o campeonato a partir da temporada de 2020. Os nove primeiros colocados no campeonato recebem pontos da Superlicença FIA.